# Eparchie Chanda
De eparchie Chanda (Latijn: Eparchia Chandaensis) is een Syro-Malabar-katholieke eparchie met als zetel Ballarpur, in het district Chandrapur, in India. De eparchie is suffragaan aan het aartsbisdom Nagpur. 

## Geschiedenis
De eparchie werd opgericht op 29 juli 1968, als het apostolisch exarchaat Chanda, uit delen van het bisdom Amravati en het aartsbisdom Nagpur. Op 26 februari 1977 werd het verheven tot eparchie.

## Parochies
De eparchie had in 2021 een oppervlakte van 32.233 km2 en telde 4.927.480 inwoners waarvan 0,3% rooms-katholiek was.

## Bisschoppen
- Januarius Paul Palathuruthy (ordinarius: 1962, apostolisch exarch: 29 juli 1968, bisschop: 26 februari 1977 - 20 april 1990)
- Vijay Anand Nedumpuram (20 april 1990 - 31 juli 2014)
- Ephrem Nariculam (31 juli 2014 - heden)

Nagpur (aartsbisdom) · Amravati · Aurangabad · Chanda (Syro-Malabar)